# ولکوف ۱۷۹۰
سیارک ۱۷۹۰ (به انگلیسی: 1790 Volkov، نامگذاری:1967ER) هزار و هفتصد و نودمین سیارک کشف شده‌است که در ۹ مارس ۱۹۶۷ کشف شد.
قدر مطلق سیارک برابر ۱۲٫۵۰ است.